# Норицын, Виталий Викторович
Виталий Викторович Норицын (5 ноября 1983) — российский биатлонист и тренер по биатлону, бронзовый призёр чемпионата Европы (2009), чемпион (2009) и призёр чемпионатов России. Мастер спорта России международного класса.

## Биография
Родился и вырос в городе Добрянке (Пермский край), там же начал заниматься биатлоном под руководством добрянского тренера, мастера спорта СССР Владислава Власова. Выступал за Добрянскую ДЮСШ, КДЮСШ им А. Елизарова (Пушкино), представлял Московскую область и параллельным зачётом Пермский край. Тренеры — В. Б. Власов, Ю. Ф. Кашкаров.
В 2009 году выиграл индивидуальную гонку на первенстве России среди спортсменов до 26 лет, соревнование было отборочным для поездки на чемпионат Европы.
Стал чемпионом России 2009 года в эстафете в составе сборной Пермского края и Ульяновской области. В 2010 году завоевал бронзовую медаль чемпионата страны в эстафете, а в 2011 году выиграл три медали — серебро в командной гонке и суперспринте и бронзу в масс-старте. Также становился чемпионом и призёром чемпионата России в летнем биатлоне.
В состав сборной России призывался в 2009 году. Участвовал в чемпионате Европы 2009 года в Уфе, где в индивидуальной гонке стал 19-м, а в эстафете вместе с Антоном Шипулиным, Александром Шрейдером и Виктором Васильевым завоевал бронзовые медали.
В 2012 году завершил спортивную карьеру и перешёл на тренерскую работу. Недолго работал с командой Московской области, затем в течение трёх лет работал с юниорами сборной России. В 2016 году назначен одним из двух старших тренеров женской сборной России, вместе с Валерием Медведцевым.
В мае 2020 года после окончания контракта с женской сборной России подписал договор с Федерацией биатлона Болгарии и присоединился к тренерскому штабу мужской биатлонной сборной.

## Личная жизнь
.  Окончил Чайковский государственный институт физической культуры (Пермский край, г. Чайковский).